# German Offshore Spaceport Alliance
Die German Offshore Spaceport Alliance (GOSA) ist ein Joint Venture von vier Unternehmen, die einen schwimmenden Weltraumbahnhof in der Nordsee einrichten möchten. Technisch ist darunter ein in Bremerhaven stationiertes RoRo-Schiff zu verstehen, das jeweils mit einer kleinen Trägerrakete etwa 460 Kilometer weit aufs Meer hinausfährt; von dort aus soll die Rakete starten und einen oder mehrere Satelliten in eine Erdumlaufbahn bringen. Erste Probestarts von vier Amateurraketen wurden für den Sommer 2024 angestrebt. Die Genehmigung orbitaler Raketenstarts durch die deutsche Bundesregierung steht noch aus.

## Unternehmen und Geschichte
Betreiber des Projekts ist die German Offshore Spaceport Alliance GmbH, an der vier Unternehmen zu je 25 % beteiligt sind: Der Bremer Raumfahrtkonzern OHB, der hessische Ingenieurdienstleister Tractebel Engineering über seine Bremer Niederlassung Tractebel DOC Offshore, der Bremer Satellitenkommunikationstechnikhersteller MediaMobil Communication und die Bremer Reederei Harren & Partner. OHB ist auch federführend an der Entwicklung der Kleinrakete RFA One beteiligt, sieht den Nordsee-Weltraumbahnhof aber als offenes System, das auch andere Raketenbetreiber – auch solche aus dem Ausland – nutzen könnten.
Die German Offshore Spaceport Alliance GmbH wurde im Jahr 2017 als OHB Digital Maritime Services GmbH gegründet. Sie ist im selben Haus im Bremer Stadtteil Horn-Lehe ansässig wie Tractebel DOC Offshore und die OHB-IT-Dienstleistungstochter OHB Digital Services.
Ende 2019 gingen der Bundesverband der Deutschen Industrie (BDI) und OHB mit dem Vorschlag für einen deutschen Offshore-Weltraumbahnhof an die Öffentlichkeit. Ein Jahr darauf machte auch das Bremer Joint Venture – fortan als German Offshore Spaceport Alliance firmierend – seine Pläne publik. Im Dezember 2020 begannen GOSA und BDI eine Reihe von Gesprächsrunden mit Vertretern des Bundesverkehrsministeriums; dabei sollten projektspezifische Fragen zu Bereichen wie Umwelt- und Gewässerschutz, Luft- und Seeschifffahrt und Versicherungen geklärt werden. Der damalige Raumfahrtbeauftragte der Bundesregierung, Thomas Jarzombek (CDU), begrüßte das Vorhaben, sprach aber von einer „komplexen Genehmigungslage“. Zudem gebe es Vorbehalte gegen das Projekt bei einigen hinzuzuziehenden Ministerien. Nach dem Regierungswechsel Ende 2021 äußerte die neue Raumfahrtbeauftragte Anna Christmann (Bündnis 90/Die Grünen) Zweifel an der Umweltverträglichkeit des Projekts.
Im September 2021 gab die GOSA Vertragsabschlüsse mit vier Raumfahrtunternehmen bekannt, die den schwimmenden Weltraumbahnhof nutzen möchten. Dabei handele es sich um die deutschen Raketenentwickler Rocket Factory Augsburg und HyImpulse, die britisch-ukrainische Skyrora Limited und den niederländischen Höhenforschungsraketenhersteller T-Minus.
Im September 2023 entschied der Haushaltsausschuss des deutschen Bundestags, die Entwicklung und den Bau von Infrastruktur für den Start einer Trägerrakete von einem Schiff im deutschen Hoheitsgebiet bis 2025 mit insgesamt zwei Millionen Euro zu fördern. Eine Genehmigung des GOSA-Projekts steht jedoch noch aus. Während die AfD-Fraktion im Deutschen Bundestag den Erlass eines Raumfahrtgesetzes als rechtlichen Rahmen fordert, traf das Kabinett Scholz bislang keine Entscheidung in dieser Sache.

## Hintergrund
In den 2010er Jahren setzte ein weltweiter Boom bei der Entwicklung von Kleinsatelliten und kleinen Trägerraketen ein. Allein in Deutschland sind drei Raketen in Arbeit – die RFA One der Rocket Factory Augsburg, die Spectrum von ISAR Aerospace und die SL1 von HyImpulse. Wegen der Binnenlage können in Deutschland  keine Raketenstartplätze gebaut werden; die Gefahr bei Fehlstarts oder durch planmäßig herabfallende Raketenstufen wäre zu groß. So sollen die ersten Starts dieser Raketen von neuen Weltraumbahnhöfen in Nordeuropa erfolgen. Es entsteht ein erheblicher bürokratischer und logistischer Aufwand für den Export und den Transport der Raketen, der sich mit einem deutschen Startplatz vermeiden ließe.